# Лавс-Парк (Іллінойс)
Лавс-Парк (англ. Loves Park) — місто (англ. city) в США, в округах Віннебаґо і Бун штату Іллінойс. Населення — 23 397 осіб (2020).

## Географія
Лавс-Парк розташований за координатами 42°20′16″ пн. ш. 88°59′54″ зх. д. / 42.33778° пн. ш. 88.99833° зх. д. (42.337725, -88.998302).  За даними Бюро перепису населення США в 2010 році місто мало площу 42,60 км², з яких 41,52 км² — суходіл та 1,08 км² — водойми.

## Демографія
Згідно з переписом 2010 року, у місті мешкало 23 996 осіб у 9831 домогосподарстві у складі 6257 родин. Густота населення становила 563 особи/км².  Було 10373 помешкання (243/км²).
Расовий склад населення:
| - 88,8 % — білих - 3,9 % — чорних або афроамериканців - 2,6 % — азіатів - 0,3 % — корінних американців - 2,1 % — осіб інших рас |

До двох чи більше рас належало 2,3 %. Частка іспаномовних становила 6,7 % від усіх жителів.
За віковим діапазоном населення розподілялося таким чином: 24,3 % — особи молодші 18 років, 62,8 % — особи у віці 18—64 років, 12,9 % — особи у віці 65 років та старші. Медіана віку мешканця становила 37,9 року. На 100 осіб жіночої статі у місті припадало 94,1 чоловіків;  на 100 жінок у віці від 18 років та старших — 90,6 чоловіків також старших 18 років.
Середній дохід на одне домашнє господарство  становив 67 469 доларів США (медіана — 50 917), а середній дохід на одну сім'ю — 74 772 долари (медіана — 62 634). Медіана доходів становила 49 729 доларів для чоловіків та 34 849 доларів для жінок. За межею бідності перебувало 11,4 % осіб, у тому числі 14,3 % дітей у віці до 18 років та 6,2 % осіб у віці 65 років та старших.
Цивільне працевлаштоване населення становило 11 972 особи. Основні галузі зайнятості: освіта, охорона здоров'я та соціальна допомога — 23,6 %, виробництво — 21,0 %, роздрібна торгівля — 13,0 %, фінанси, страхування та нерухомість — 7,8 %.